# Птолемеос Сариянис
Птолемеос Сариянис (на гръцки: Πτολεμαίος Σαρηγιάννης) е гръцки офицер, генерал-майор, и революционер, деец на гръцката въоръжена пропаганда в Македония от началото на XX век.

## Биография
Птолемеос Сариянис е роден в гръцкия град Пирея. Завършва обучението си като щабен офицер в Екол Сюпериор дьо Гер. Присъединява се към гръцката пропаганда и действа срещу българските чети на ВМОРО в периода 1906 - 1908 година като служител в гръцкото консулство в Битоля под псевдонима Каламидис (Καλαμίδης). В 1909 година е повишен в офицерски чин и става лейтенант и участва в Балканските войни като командващ Трета пехотна дивизия.
В 1913 година е повишен и става капитан, а в 1915 година – майор. Присъединява се към венизелисткото Движение за национална отбрана и служи като началник-щаб на Пета критска дивизия на Солунския фронт. След това отново е повишен и става подполковник в 1917 година, а в 1919 г. става полковник като признание за заслугите му в битката при Яребична през май 1918 година. Сариянис играе ключова роля в Гръцко-турската война от 1919 - 1922 година първоначално като началник-щаб на Окупационната армия в Смирненската зона, заместник началник-щаб на разширената Малоазийска армия и накрая като заместник началник-щаб на Тракийската армия. В това си качество участва през февруари 1921 година в конференцията в Лондон като член на гръцката делегация, начело на която е гръцкият министър-председател Николаос Калогеропулос. След падането на гръцкия фронт през август 1922 г. Сариянис участва в гръцката делегация по преговорите по примирието от Мудания, водени от генерал-майор Александрос Мазаракис.
Скоро след това Сариянис е освободен от Гръцката армия, но след извършения от генерал Теодорос Пангалос преврат през юни 1925 година Сариянис е назначен за шеф на генералния щаб на Гръцката армия и е повишен в звание генерал-майор през юни 1925 година. Остава на поста си до 31 август 1926 година, когато е сменен от Александрос Мазаракис. В 1944 година, след като Гърция се освобождава от немската окупация, Сариянис за кратко е заместник-министър на отбраната. Умира в 1958 година.